# 黑森-達姆施塔特的卡羅利妮
黑森-達姆施塔特的卡羅利妮（德語：Karoline von Hessen-Darmstadt，1746年3月2日—1821年9月18日），黑森-洪堡伯爵夫人，黑森-達姆施塔特伯爵路德維希九世的女兒。

## 家庭
1768年，卡羅利妮與黑森-洪堡伯爵腓特烈五世結婚，兩人共有6子5女：
1. 腓特烈六世（1769年—1829年）
2. 路德維希·威廉（1770年—1839年）
3. 卡羅利妮（1771年—1854年）
4. 路易絲·烏爾里克（1772年—1854年）
5. 阿馬莉（1774年—1846年）
6. 奧古斯特（英语：Landgravine Auguste of Hesse-Homburg）（1776年—1871年）
7. 菲利普（1779年—1846年）
8. 古斯塔夫（1781年—1848年）
9. 斐迪南（1783年—1866年）
10. 瑪麗亞·安娜（1785年—1846年）
11. 利奧波德（英语：Leopold of Hesse-Homburg）（1787年—1813年）